# Candelaria (Vega Alta)
Candelaria es un barrio ubicado en el municipio de Vega Alta en el estado libre asociado de Puerto Rico. En el Censo de 2010 tenía una población de 1915 habitantes y una densidad poblacional de 135,97 personas por km².

## Geografía
Candelaria se encuentra ubicado en las coordenadas 18°22′30″N 66°21′29″O / 18.37500, -66.35806. Según la Oficina del Censo de los Estados Unidos, Candelaria tiene una superficie total de 14.08 km², que corresponden a tierra firme.

## Demografía
Según el censo de 2010, había 1915 personas residiendo en Candelaria. La densidad de población era de 135,97 hab./km². De los 1915 habitantes, Candelaria estaba compuesto por el 75.98% blancos, el 8.77% eran afroamericanos, el 2.04% eran amerindios, el 0.05% eran asiáticos, el 9.71% eran de otras razas y el 3.45% pertenecían a dos o más razas. Del total de la población el 99.53% eran hispanos o latinos de cualquier raza.